# KSCT Menen
Maillots
Actualités
Dernière mise à jour : 6 août 2018.
Le Koninklijke Sporting Club Toekomst Menen est un des plus vieux clubs de football belge encore en activité. Il est localisé dans la ville de Menin en Flandre-Occidentale et est porteur du matricule 56. Ses couleurs sont le jaune et le noir.
Il évolue durant plusieurs décennies à l'échelon national (53 saisons) puis doit rentrer dans le rang et reste confiné dans les séries provinciales de Flandre occidentale. Le club évolue en Division 2 Amateur lors de la saison 2018-2019, pour ce qui est sa 60e saison dans les séries nationales.

## Histoire
Le club est fondé sous le nom de SC Meninois, le 28 mai 1902 dans un café local appelé Au Canon. L'initiateur de la fondation du club fut Daniel Devos, une des chevilles ouvrières de la création de la Fédération belge de football en 1895. Le cercle méninois devint définitivement membre de la Fédération le 4 janvier 1912. En 1926, le club reçoit le matricule 56 et l'année suivante, il se voit octroyer le titre de société royale. Son appellation officielle devient alors Royal SC Méninois.
En 1928, le club gagne le droit d'évoluer en série nationale. C'est la Promotion, équivalent à la Division 3 actuelle. Cette première expérience est brève, car ne récoltant qu'un point en 26 rencontres, le retour en série provinciale est immédiat. En 1935, le RSC Meninois revient en division nationale et peut cette fois s'y maintenir. Le club connaît sa plus belle période sportive peu après la Seconde Guerre Mondiale et atteint le 2e niveau de la pyramide (appelée Division 1 à cette époque). La dénomination du club avait entre-temps été traduite en Néerlandais : K.SC Menen (dans les années 1940 régulièrement orthographié « K.SC Meenen »).
En 1951-1952, lors de la création du 4e niveau national, le KSC Menen termine à la dernière place de sa série de Promotion (alors D3) avec un petit point de retard par rapport à trois autres clubs. Menin ne peut intégrer la nouvelle Promotion (D4) et est relégué en séries provinciale. Le club revient en nationale dès la saison 1953-1954 mais est aussitôt relégué. À partir de 1956, le club peut se réinstaller durablement en Promotion. En 1968, le club au matricule 56 gagne le droit de retrouver la 3e nationale. Plus souvent dans la seconde partie du classement, le club s'illustre occasionnellement, avec comme point d'orgue la saison 1981-1982, au terme de laquelle le club termine troisième derrière Sint-Niklaasse SK et l'Eendracht Zele.

Ancien logo alternatif du K.SC Menen

Sauvé de justesse en 1985, le KSC Menen descend en Promotion en 1986. Il revient en D3 en 1988, mais à partir de 1992, il retourne en séries provinciales après deux relégations consécutives. En 1994-1995, le KSC Menen fait encore une brève apparition. Ne pouvant éviter les barrages pour le maintien, le club flandrin est battu aux tirs au but par Wijnegem (1-1 et 1-3) puis s'incline devant le R. SC Athusien (2-3). Durant le reste des années '90, le K. SC Menen fait l'ascenseur entre la 1re et 2e Provinciale de Flandre occidentale. À la fin de la saison 2009-2010, le K. SC Menen participe au tour final interprovincial. Le matricule 56 loupe le coach lors de ce tour final qui ouvre trois places supplémentaires en Promotions. Battu par le R. Racing FC Montegnée, Menin ne termine que 6e après une victoire au Standard FC Bièvre et un revers contre le Racing Jet Wavre (qui pour sa part est relégué).

Ancien logo du K. SC Menen

Le club parvient tout de même à revenir en Promotion en 2012 après un succès aux tirs au but à St-Ghislain-Tertre-Hautrage, lors du tour final. L'année suivante, il s'installe d'emblée dans le sub-top de sa série, terminant deux saisons de suite à la cinquième place. Le 1er juillet 2014, il fusionne avec le K. FC De Toekomst Menen, un autre club de la ville fondé en 1936 et porteur du matricule 2372, qui évolue alors en quatrième provinciale, le plus bas niveau du football belge. Le club fusionné conserve le matricule 56 et prend le nom de Koninklijke Sporting Club Toekomst Menen.

## Résultats dans les divisions nationales
Statistiques mises à jour le 25 mars 2020 (terme de la saison 2018-2019)

### Bilan
| Niv | Divisions     | Jouées | Titres | TM Up | TM Down |
| --- | ------------- | ------ | ------ | ----- | ------- |
| I   | 1re nationale | 0      | 0      |       |         |
| II  | 2e nationale  | 1      | 0      |       |         |
| III | 3e nationale  | 35     | 1      |       |         |
| IV  | 4e nationale  | 23     | 1      | 2     |         |
| V   | 5e nationale  | 1      | 1      |       |         |
|     |               |        |        |       |         |
|     | TOTAUX        | 60     | 3      | 2     | 0       |

- TM Up : test-match pour départager des égalités, ou toutes formes de Barrages ou de Tour final pour une montée éventuelle.
- TM Down : test-match pour départager des égalités, ou toutes formes de Barrages ou de Tour final pour le maintien.

### Classements saison par saison
| Ordre                     | Saison  | Nom du club          | Niveau                         | Classement final | Remarques              |
| ------------------------- | ------- | -------------------- | ------------------------------ | ---------------- | ---------------------- |
| 1                         | 1928-29 | SC Méninois          | Promotion (D3) série A         | 14e/14           | Relégué!               |
| séries régionales         |         |                      |                                |                  |                        |
| 2                         | 1935-36 | R. SC Méninois       | Promotion (D3) série D         | 10e/14           |                        |
| 3                         | 1936-37 | R. SC Méninois       | Promotion (D3) série D         | 7e/14            |                        |
| 4                         | 1937-38 | R. SC Méninois       | Promotion (D3) série D         | 4e/14            |                        |
| 5                         | 1938-39 | R. SC Méninois       | Promotion (D3) série C         | 3e/14            |                        |
| Compétitions interrompues |         |                      |                                |                  |                        |
| 6                         | 1941-42 | R. SC Méninois       | Promotion (D3) série A         | 3e/16            |                        |
| 7                         | 1942-43 | K. SC Meenen         | Promotion (D3) série D         | 4e/14            |                        |
| Compétitions interrompues |         |                      |                                |                  |                        |
| 8                         | 1945-46 | K. SC Menen          | Promotion (D3) série A         | 1er/18           | Champion et promu      |
| 9                         | 1946-47 | K. SC Menen          | Division 1 (D2) série B        | 16e/17           | Relégué                |
| 10                        | 1947-48 | K. SC Menen          | Promotion (D3) série A         | 2e/16            |                        |
| 11                        | 1948-49 | K. SC Menen          | Promotion (D3) série B         | 7e/16            |                        |
| 12                        | 1949-50 | K. SC Menen          | Promotion (D3) série A         | 13e/16           |                        |
| 13                        | 1950-51 | K. SC Menen          | Promotion (D3) série B         | 12e/16           |                        |
| 14                        | 1951-52 | K. SC Menen          | Promotion (D3) série B         | 16e/16           | Relégué                |
| séries provinciales       |         |                      |                                |                  |                        |
| 15                        | 1953-54 | K. SC Menen          | Promotion série D              | 16e/16           | Relégué                |
| séries provinciales       |         |                      |                                |                  |                        |
| 16                        | 1956-57 | K. SC Menen          | Promotion série D              | 7e/16            |                        |
| 17                        | 1957-58 | K. SC Menen          | Promotion série A              | 13e/16           |                        |
| 18                        | 1958-59 | K. SC Menen          | Promotion série B              | 5e/16            |                        |
| 19                        | 1959-60 | K. SC Menen          | Promotion série C              | 8e/16            |                        |
| 20                        | 1960-61 | K. SC Menen          | Promotion série D              | 7e/16            |                        |
| 21                        | 1961-62 | K. SC Menen          | Promotion série A              | 12e/16           |                        |
| 22                        | 1962-63 | K. SC Menen          | Promotion série D              | 10e/16           |                        |
| 23                        | 1963-64 | K. SC Menen          | Promotion série A              | 4e/16            |                        |
| 24                        | 1964-65 | K. SC Menen          | Promotion série B              | 13e/16           |                        |
| 25                        | 1965-66 | K. SC Menen          | Promotion série D              | 3e/16            |                        |
| 26                        | 1966-67 | K. SC Menen          | Promotion série B              | 3e/16            |                        |
| 27                        | 1967-68 | K. SC Menen          | Promotion série A              | 1er/16           | Champion et promu      |
| 28                        | 1968-69 | K. SC Menen          | Division 3 série B             | 6e/16            |                        |
| 29                        | 1969-70 | K. SC Menen          | Division 3 série B             | 6e/16            |                        |
| 30                        | 1970-71 | K. SC Menen          | Division 3 série B             | 11e/16           |                        |
| 31                        | 1971-72 | K. SC Menen          | Division 3 série A             | 13e/16           |                        |
| 32                        | 1972-73 | K. SC Menen          | Division 3 série B             | 12e/16           |                        |
| 33                        | 1973-74 | K. SC Menen          | Division 3 série B             | 10e/16           |                        |
| 34                        | 1974-75 | K. SC Menen          | Division 3 série A             | 13e/16           |                        |
| 35                        | 1975-76 | K. SC Menen          | Division 3 série A             | 12e/16           |                        |
| 36                        | 1976-77 | K. SC Menen          | Division 3 série A             | 11e/16           |                        |
| 37                        | 1977-78 | K. SC Menen          | Division 3 série B             | 13e/16           |                        |
| 38                        | 1978-79 | K. SC Menen          | Division 3 série A             | 11e/16           |                        |
| 39                        | 1979-80 | K. SC Menen          | Division 3 série A             | 6e/16            |                        |
| 40                        | 1980-81 | K. SC Menen          | Division 3 série A             | 6e/16            |                        |
| 41                        | 1981-82 | K. SC Menen          | Division 3 série B             | 3e/16            |                        |
| 22                        | 1982-83 | K. SC Menen          | Division 3 série A             | 8e/16            |                        |
| 43                        | 1983-84 | K. SC Menen          | Division 3 série A             | 10e/16           |                        |
| 44                        | 1984-85 | K. SC Menen          | Division 3 série A             | 14e/16           |                        |
| 45                        | 1985-86 | K. SC Menen          | Division 3 série A             | 16e/16           | Relégué                |
| 46                        | 1986-87 | K. SC Menen          | Promotion série A              | 6e/16            |                        |
| 47                        | 1987-88 | K. SC Menen          | Promotion série A              | 2e/16            | Promu via tour final   |
| 48                        | 1988-89 | K. SC Menen          | Division 3 série A             | 7e/16            |                        |
| 49                        | 1989-90 | K. SC Menen          | Division 3 série A             | 13e/16           |                        |
| 50                        | 1990-91 | K. SC Menen          | Division 3 série A             | 7e/16            |                        |
| 51                        | 1991-92 | K. SC Menen          | Division 3 série A             | 16e/16           | Relégué                |
| 52                        | 1992-93 | K. SC Menen          | Promotion série A              | 16e/16           | Relégué                |
| séries provinciales       |         |                      |                                |                  |                        |
| 53                        | 1994-95 | K. SC Menen          | Promotion série A              | 13e/16           | Relégué après barrages |
| séries provinciales       |         |                      |                                |                  |                        |
| 54                        | 2012-13 | K. SC Menen          | Promotion série A              | 5e/16            |                        |
| 55                        | 2013-14 | K. SC Menen          | Promotion série A              | 5e/16            |                        |
| 56                        | 2014-15 | K. SC Toekomst Menen | Promotion série A              | 8e/16            |                        |
| 57                        | 2015-16 | K. SC Toekomst Menen | Promotion série A              | 7e/16            | Promu                  |
| 58                        | 2016-17 | K. SC Toekomst Menen | Division 2 Amateur VFV série A | 16e/16           | Relégué                |
| 59                        | 2017-18 | K. SC Toekomst Menen | Division 3 Amateur VFV série A | 1er/16           | Champion et promu      |
| 60                        | 2018-19 | K. SC Toekomst Menen | Division 2 Amateur VFV série A | 7e/16            |                        |
| 61                        | 2019-20 | K. SC Toekomst Menen | Division 2 Amateur VFV série A | .../16           |                        |